# Annika Fehling
Annika Fehling, född 25 oktober 1962 i Annedal i Göteborg, är en svensk sångerska, låtskrivare och skådespelare. Hon deltog 1998 i Melodifestivalen med låten "När en stjärna faller" (delad sjätteplats). Som skådespelare har hon arbetat på bl.a. Dramaten och musikteatergruppen Oktober. Hon har medverkat i filmer som Kvinnorna på taket (1989) och Petri tårar (1995).
Annika Fehling är numera bosatt på Gotland, där hon bland annat varit verksam som konstnärlig ledare för Visbyfestivalen. Sedan 2009 är hon medlem i Glimra, två Ainbuskar och en Fehling, tillsammans med Bittis Jakobsson och Annelie Roswall. 2018 var hon med och bildade Annika Fehling Trio (AFT) tillsammans med Christer Jonasson och Robert Wahlström. 2019 tilldelades hon Region Gotlands kulturpris.

## Diskografi (urval)[5][6]
- 1996 – Jazzfehlings, GM Records
- 1997 – Älskar du?, Musicano Records
- 2001 – Live (som Fehling & Hillered), Musicano Records
- 2002 – Åkessonger (som Annika Fehling & Sax on Four), Musicano Records
- 2004 – Orange, Slow Food Music
- 2005 – Happy on the Red, Slow Food Music
- 2007 – Visby, Texas (som Dana Cooper, Annika Fehling), Rootsy
- 2010 – Fireflies, Rootsy
- 2012 – Light & Dark (med Marcus Rill)
- 2013 – Rust & Gold, Rootsy/Warner
- 2013 – Glimra, Rootsy/Warner
- 2018 - AFT In the Universe, Rootsy/Warner
- 2021 - AFT Still, SFM

### Samlingsalbum
2008 – Best of Annika Fehling – Good for you 2.0, Rootsy

## Teater

### Roller (ej komplett)
| År   | Roll     | Produktion                     | Regi            | Teater         |
| ---- | -------- | ------------------------------ | --------------- | -------------- |
| 1991 | Kristina | Den första kyssen Ninne Olsson | Anders Levelius | Oktoberteatern |